# A-League 2010/11
Die A-League 2010/11 war die sechste Spielzeit der australischen Profifußballliga A-League. Melbourne Heart nahm erstmals am Spielbetrieb teil. Meister der regulären Saison wurde Brisbane Roar, das 25 Saisonspiele in Folge ohne Niederlage blieb und insgesamt nur eine Partie verlor. Vorjahresmeister Sydney FC blieb die ersten zehn Saisonspiele sieglos und qualifizierte sich auf Rang 8 liegend nicht für die Play-offs.

## Abschlusstabelle
| Pl. | Verein                 | Sp. | S  | U  | N  | Tore    | Diff. | Punkte |
| --- | ---------------------- | --- | -- | -- | -- | ------- | ----- | ------ |
| 1.  | Brisbane Roar          | 30  | 18 | 11 | 1  | 058:260 | +32   | 65     |
| 2.  | Central Coast Mariners | 30  | 16 | 9  | 5  | 050:310 | +19   | 57     |
| 3.  | Adelaide United        | 30  | 15 | 5  | 10 | 051:360 | +15   | 50     |
| 4.  | Gold Coast United      | 30  | 12 | 10 | 8  | 040:320 | +8    | 46     |
| 5.  | Melbourne Victory      | 30  | 11 | 10 | 9  | 045:390 | +6    | 43     |
| 6.  | Wellington Phoenix     | 30  | 12 | 5  | 13 | 039:410 | −2    | 41     |
| 7.  | Newcastle United Jets  | 30  | 9  | 8  | 13 | 029:330 | −4    | 35     |
| 8.  | Melbourne Heart (N)    | 30  | 8  | 11 | 11 | 032:420 | −10   | 35     |
| 9.  | Sydney FC (M)          | 30  | 8  | 10 | 12 | 035:400 | −5    | 34     |
| 10. | Perth Glory            | 30  | 5  | 8  | 17 | 027:540 | −27   | 23     |
| 11. | North Queensland Fury  | 30  | 4  | 7  | 19 | 028:600 | −32   | 19     |

### Finalrunde
|          | Knockout / Halbfinale | Knockout / Halbfinale | Knockout / Halbfinale | Knockout / Halbfinale  | Knockout / Halbfinale  |                        |                                                               | Halbfinale             | Halbfinale          | Halbfinale          | Halbfinale          | Halbfinale          |  |  | Preliminary final      | Preliminary final |  |  | Grand Final            | Grand Final      |
|          |                       |                       |                       |                        |                        |                        |                                                               |                        |                     |                     |                     |                     |  |  |                        |                   |  |  |                        |                  |
|          |                       |                       |                       | A: 19. Februar 2010    |                        |                        |                                                               |                        |                     |                     |                     |                     |  |  |                        |                   |  |  |                        |                  |
|          |                       |                       |                       | A2: 26. Februar 2010   |                        |                        |                                                               |                        |                     |                     |                     |                     |  |  |                        |                   |  |  |                        |                  |
|          |                       |                       | 1                     | Brisbane Roar          | Brisbane Roar          | Brisbane Roar          | Brisbane Roar                                                 | Brisbane Roar          | 2                   | 2                   |                     |                     |  |  |                        |                   |  |  |                        |                  |
|          |                       |                       | 2                     | Central Coast Mariners | Central Coast Mariners | Central Coast Mariners | Central Coast Mariners                                        | Central Coast Mariners | 0                   | 2                   |                     |                     |  |  |                        |                   |  |  | F: 13. März 2011       | F: 13. März 2011 |
|          |                       |                       |                       |                        |                        |                        |                                                               |                        |                     |                     |                     |                     |  |  |                        |                   |  |  | Brisbane Roar          | 6                |
|          |                       | B: 18. Februar 2010   | B: 18. Februar 2010   | B: 18. Februar 2010    | B: 18. Februar 2010    |                        |                                                               |                        |                     |                     |                     |                     |  |  | E: 5. März 2011        | E: 5. März 2011   |  |  | Central Coast Mariners | 4                |
|          | 3                     | Adelaide United       | Adelaide United       | Adelaide United        | 1                      |                        |                                                               |                        |                     |                     |                     |                     |  |  | Central Coast Mariners | 1                 |  |  |                        |                  |
|          | 6                     | Wellington Phoenix    | Wellington Phoenix    | Wellington Phoenix     | 0                      |                        |                                                               | D: 27. Februar 2010    | D: 27. Februar 2010 | D: 27. Februar 2010 | D: 27. Februar 2010 | D: 27. Februar 2010 |  |  | Gold Coast United      | 0                 |  |  |                        |                  |
|          |                       |                       |                       |                        |                        |                        |                                                               | Adelaide United        | Adelaide United     | Adelaide United     | Adelaide United     | 2                   |  |  |                        |                   |  |  |                        |                  |
|          |                       | C: 20. Februar 2010   | C: 20. Februar 2010   | C: 20. Februar 2010    | C: 20. Februar 2010    |                        |                                                               | Gold Coast United      | Gold Coast United   | Gold Coast United   | Gold Coast United   | 3                   |  |  |                        |                   |  |  |                        |                  |
|          | 4                     | Gold Coast United     | Gold Coast United     | Gold Coast United      | 1                      |                        |                                                               |                        |                     |                     |                     |                     |  |  |                        |                   |  |  |                        |                  |
|          | 5                     | Melbourne Victory     | Melbourne Victory     | Melbourne Victory      | 0                      |                        |                                                               |                        |                     |                     |                     |                     |  |  |                        |                   |  |  |                        |                  |
|          |                       |                       |                       |                        |                        |                        | \| Legende: \| \| Unterlegenes Team \| \| Siegreiches Team \| |                        |                     |                     |                     |                     |  |  |                        |                   |  |  |                        |                  |
| Legende: |                       | Unterlegenes Team     |                       | Siegreiches Team       |                        |                        |                                                               |                        |                     |                     |                     |                     |  |  |                        |                   |  |  |                        |                  |

### Grand Final
| Brisbane Roar                               | Brisbane Roar | Central Coast Mariners | Central Coast Mariners | Aufstellung                                            |
| ------------------------------------------- | --- | --- | ---------------------- | ------------------------------------------------------ |
| Brisbane Roar                               | \| 13. März 2011 in Brisbane (Suncorp Stadium) \| \| Ergebnis: 2:2 n. V. (0:0), 4:2 i. E. \| \| Zuschauer: 50.168 \| \| Schiedsrichter: Matthew Breeze \| | \| 13. März 2011 in Brisbane (Suncorp Stadium) \| \| Ergebnis: 2:2 n. V. (0:0), 4:2 i. E. \| \| Zuschauer: 50.168 \| \| Schiedsrichter: Matthew Breeze \| | Central Coast Mariners | Aufstellung Brisbane Roar gegen Central Coast Mariners |
| Brisbane Roar                               | Michael Theoklitos – Shane Stefanutto, Matt Smith, Milan Susak (102. Rocky Visconte), Ivan Franjic – Erik Paartalu, Matt McKay, Mitch Nichols (82. Massimo Murdocca), Thomas Broich – Kosta Barbarouses (71. Henrique), Jean Carlos Solórzano Cheftrainer: Ange Postecoglou | Mathew Ryan – Joshua Rose, Patrick Zwaanswijk, Alex Wilkinson, Pedj Bojić – Rostyn Griffiths (89. Bernie Ibini-Isei), Oliver Bozanic, Michael McGlinchey, Mustafa Amini (60. John Hutchinson) – Matt Simon (72. Daniel McBreen), Adam Kwasnik Cheftrainer: Graham Arnold | Central Coast Mariners | Aufstellung Brisbane Roar gegen Central Coast Mariners |
| Brisbane Roar                               | 1:2 Henrique (117.) 2:2 Paartalu (120.) | 0:1 Kwasnik (96.) 0:2 Bozanic (103.) | Central Coast Mariners | Aufstellung Brisbane Roar gegen Central Coast Mariners |
| Brisbane Roar                               | Elfmeterschießen | | Central Coast Mariners | Aufstellung Brisbane Roar gegen Central Coast Mariners |
| Brisbane Roar                               | 1:1 Franjic 2:2 Paartalu 3:2 McKay 4:2 Henrique | 0:1 Hutchinson 1:2 Wilkinson McBreen Bojić | Central Coast Mariners | Aufstellung Brisbane Roar gegen Central Coast Mariners |
| 13. März 2011 in Brisbane (Suncorp Stadium) | | |                        |                                                        |
| Ergebnis: 2:2 n. V. (0:0), 4:2 i. E.        | | |                        |                                                        |
| Zuschauer: 50.168                           | | |                        |                                                        |
| Schiedsrichter: Matthew Breeze              | | |                        |                                                        |

## Auszeichnungen
| Auszeichnung                                                   | Gewinner                             |
| -------------------------------------------------------------- | ------------------------------------ |
| Johnny Warren Medal (Spieler des Jahres)                       | Marcos Flores (Adelaide United)      |
| Reebok Golden Boot Award (Bester Torschütze)                   | Sergio van Dijk (Adelaide United)    |
| Hyundai Rising Star Award (Nachwuchsspieler des Jahres (U-20)) | Mathew Ryan (Central Coast Mariners) |
| Hyundai A-League Coach of the Year (Trainer des Jahres)        | Ange Postecoglou (Brisbane Roar)     |
| Zurich Referee of the Year (Schiedsrichter des Jahres)         | Matthew Breeze                       |
| Joe Marston Medal (Bester Spieler im Grand Final)              | Mathew Ryan (Central Coast Mariners) |
| Goalkeeper of the Year (Torhüter des Jahres)                   | Michael Theoklitos (Brisbane Roar)   |

## Torschützenliste
| Pl. | Nat.        | Spieler               | Verein                 | Tore |
| --- | ----------- | --------------------- | ---------------------- | ---- |
| 1   | Niederlande | Sergio van Dijk       | Adelaide United        | 16   |
| 2   | Neuseeland  | Kosta Barbarouses     | Brisbane Roar          | 11   |
|     | Costa Rica  | Jean Carlos Solórzano | Brisbane Roar          | 11   |
|     | Australien  | Matt Simon            | Central Coast Mariners | 11   |
|     | Australien  | Robbie Kruse          | Melbourne Victory      | 11   |